# Bill Bracken
Pour les articles homonymes, voir Bracken.
Bill Bracken est un ancien skieur alpin britannique membre du Kandahar Ski Club de Mürren.

## Arlberg-Kandahar
- Vainqueur du slalom 1931 à Mürren